# Die Prinzessin und ihr Bodyguard
Die Prinzessin und ihr Bodyguard (Originaltitel: The Princess and the Bodyguard) ist eine kanadisch-US-amerikanische Liebeskomödie von John Bradshaw aus dem Jahr 2022. Die Hauptrollen sind mit Emily Alatalo als Lexi und Ryan Bruce als Noah besetzt.

## Handlung
Lexi wohnt zusammen mit ihrer besten Freundin Chrissy in einem Apartment in New York und hat sich als Töpferin und Künstlerin selbstständig gemacht. An ihrem 35. Geburtstag kommen ihre Eltern, Königin Charlotte und König Alfred von Sentovia, aus Europa nach New York. Beim gemeinsamen Essen mit ihrer Tochter offenbaren sie ihr, dass sie dem Wunsch ihrer Eltern folgen sollte und die Thronfolge antreten soll. Lexi, die mit ihrem freien Leben vollkommen zufrieden ist, lehnt den Vorschlag ihrer Eltern ab. Sie möchte nicht das typische Prinzessinnenleben führen, was sie und Chrissy verabscheuen, weshalb sie ihrer besten Freundin auch verschwiegen hat, dass sie aus königlichem Hause ist.
Zwei Wochen nach ihrem Geburtstag findet eine große Gala statt, an welcher Lexi ihren zukünftigen Mann der Gesellschaft vorstellen soll. Dafür arrangieren ihre Eltern drei Dates, wovon die ersten beiden eine Katastrophe sind. Mit ihrem dritten Date Marcus versteht sie sich auf Anhieb. Ebenso bekommt Lexi ihren eigenen Bodyguard Noah zur Seite gestellt, welcher sie von nun an überall hin begleitet.
Noah lebt seit dem Tod seiner Mutter mit seinem jüngeren behinderten Bruder Mikey zusammen. Seit Noahs Frau vor sechs Jahren verstorben ist, ist er single, jedoch entwickelt er Gefühle für Lexi. Lexi fühlt sich ebenfalls zu Noah hingezogen.
Als die beiden eines Tages in den Straßen New Yorks unterwegs sind, läuft ihnen Chrissy über den Weg, welche mal wieder von einem nicht erfolgreichen Bewerbungsgespräch zurückkehrt. Chrissy fühlt sich von Lexi hintergangen, als sie über einen Paparazzo herausfindet, dass Lexi eine Prinzessin ist und geht auf Abstand. Noah möchte Lexi vor Marcus warnen, da er im Park ein Gespräch von Marcus mit der Presse mitbekommen hat und dadurch weiß, dass dieser hinter den Pressegeschichten steckt. Lexi ist allerdings vollkommen durcheinander und hört ihm nicht zu. Noah verliert kurz darauf seinen Job, da Marcus ihn für die Sache mit der Presse verantwortlich macht und diese Meinung gegenüber Lexis Eltern vertritt.
In ihrem Laden trifft sich Lexi mit Chrissy. Die beiden sprechen sich aus und versöhnen sich. Sie schwören, in Zukunft keine Geheimnisse mehr voreinander zu haben.
An der Gala kreuzt Lexi mit Marcus als Begleiter auf. Als sie kurz nach ihrer Ankunft von Paparazzi belagert werden, greift Chrissy ein und bekommt daraufhin von König Alfred einen Job als Bodyguard angeboten. Chrissy und Lexi beobachten Marcus während der Gala genauer und können ihren Verdacht nun bestätigen. Lexi enthüllt auf der Gala ihre Skulptur Chrissy, die Königin von New York und gibt der Gesellschaft gegenüber bekannt, dass sie ihre Rolle als Prinzessin annimmt, jedoch weiterhin sie selbst bleiben wolle. Kurz darauf verlässt sie den Saal. Ihr Vater folgt ihr und sie erzählt ihm, dass nicht Noah, sondern Marcus hinter der ganzen Sache steckt. Daraufhin ruft er Noah an und lädt ihn zur Gala ein.
Als Noah auf der Gala eintrifft ist Lexi überglücklich, ihn zu sehen. Sie gehen nach draußen zu Lexis Lieblingsbrunnen, an welchem sie ihre Gefühle füreinander offenbaren und sich küssen.
In ihrer neuen Position als Prinzessin enthüllt Lexi zusammen mit Noah das Jugendzentrum. Bei der Eröffnungsfeier ist auch Mikey mit seiner neuen Freundin anwesend.

## Produktion

### Drehort

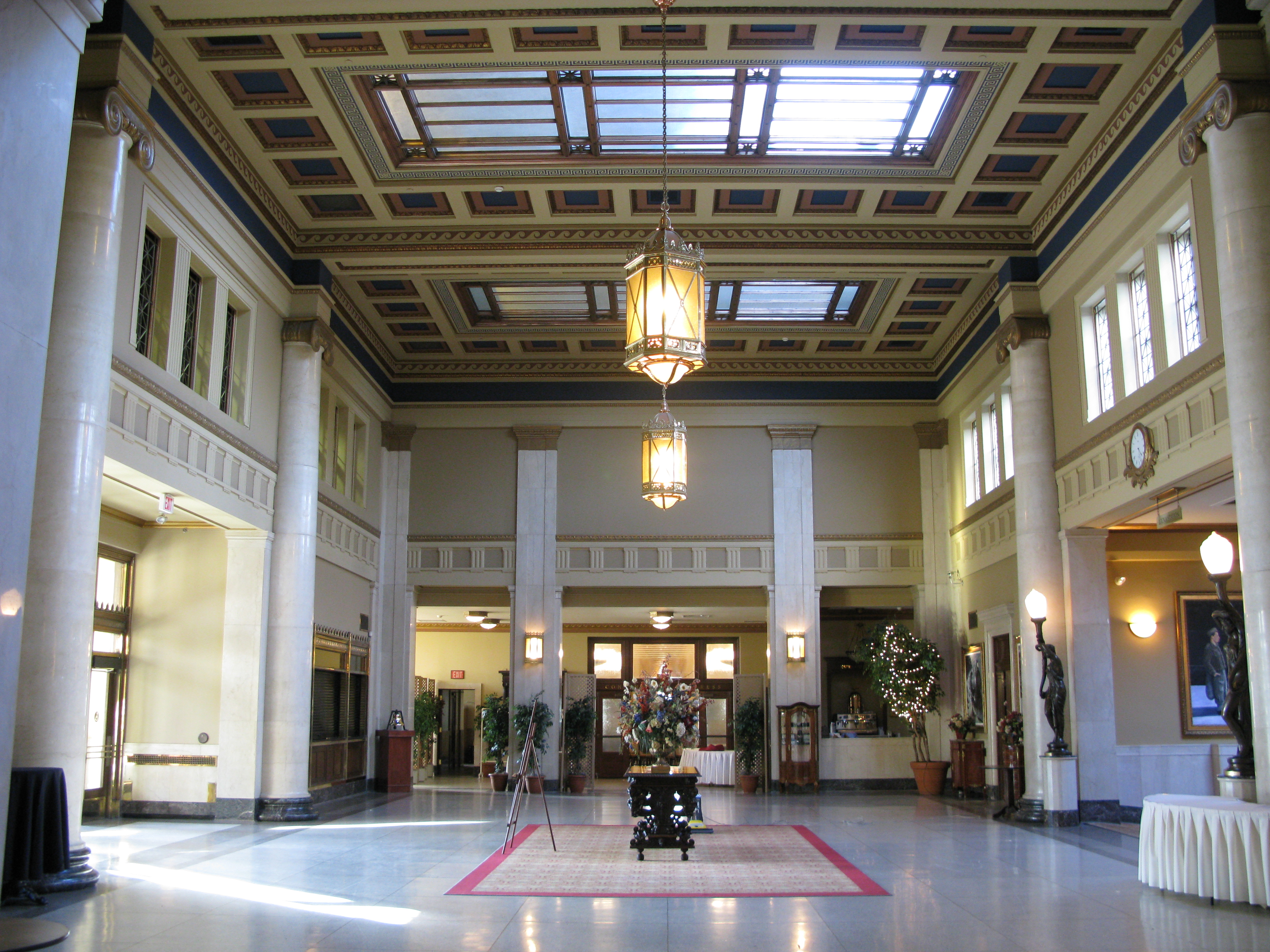
Eingangshalle des Hotels, in welchem Lexi mit ihren Eltern zum Essen verabredet ist

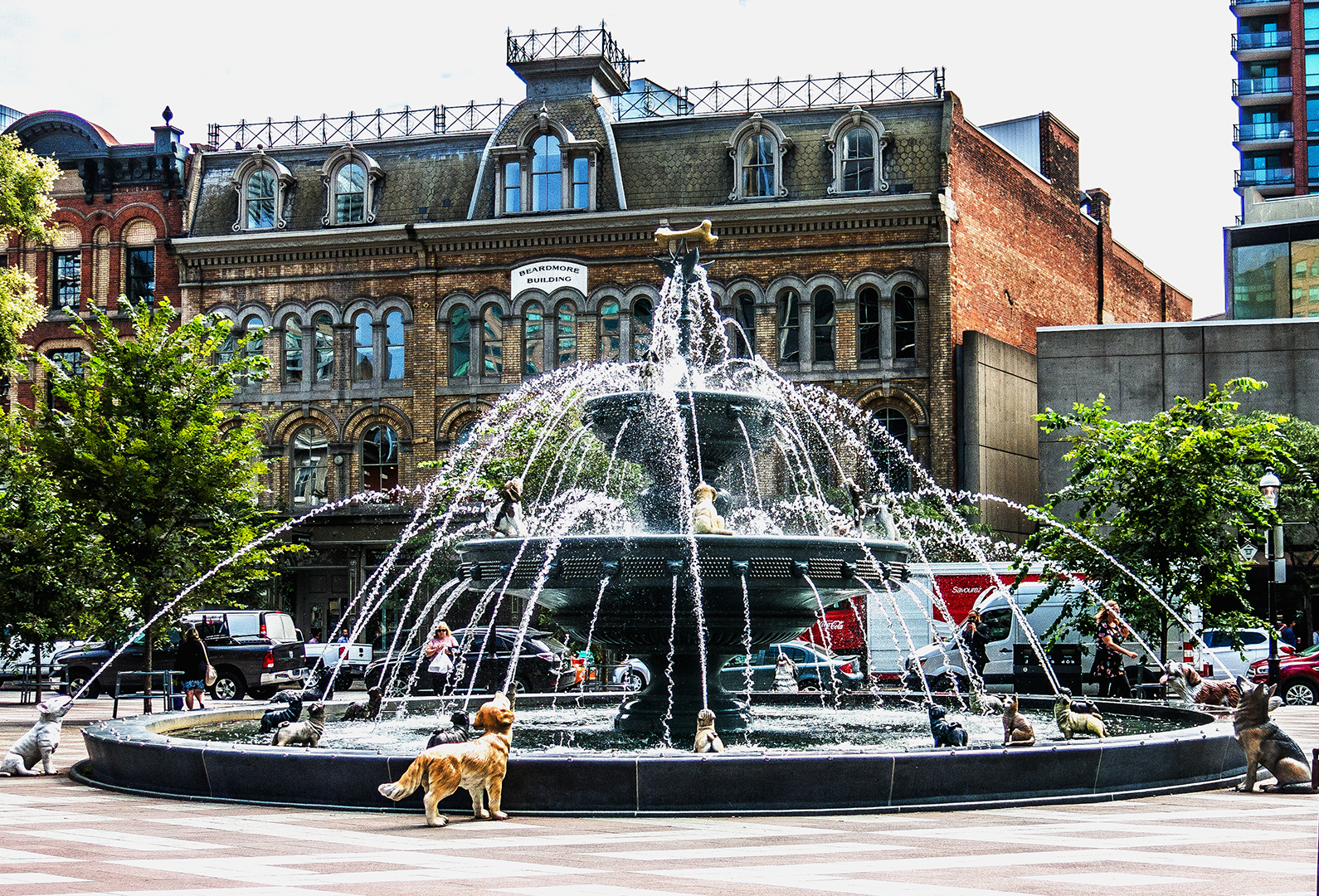
Lexis Lieblingsbrunnen

Die Aufnahmen fanden in Hamilton und in New York City statt.

### Synchronisation
Die deutschsprachige Synchronisation entstand unter der Dialogregie von Sascha Kaufmann im Auftrag von aaron:.film.
| Rolle    | Darsteller       | Synchronsprecher |
| -------- | ---------------- | ---------------- |
| Lexi     | Emily Alatano    | Julia Gruber     |
| Noah     | Ryan Bruce       | Jan Langer       |
| Chrissy  | AnnaMaria Demara | Laura Mann       |
| Marcus   | David Pinard     | Tom Jutzler      |
| Jonathan | Richard Waugh    | Rainer Denk      |
| Alfred   | Kevin Bundy      | Stefan Rieger    |
| Charles  | Chad Andrews     | Marco Steeger    |
| Mikey    | Marcus Craig     | Helwig Arenz     |

## Kritiken
Der Film erhielt überwiegend positive Kritiken und erzielte bei IMDb eine durchschnittliche Bewertung von 6,1 der möglichen 10 Punkte. Das Lexikon des internationalen Films urteilt: „Bescheidene romantische Komödie mit den üblichen Pseudo-Hindernissen, inszeniert im keimfreien Fernsehstil.“